# Lycodes diapterus
Lycodes diapterus es una especie de pez de la familia de los Zoarcidae en el orden de los perciformes.

## Morfología
- Los machos pueden llegar a alcanzar los 33 cm de longitud total.
- Número de vértebras: 118-126.[1][2]

## Hábitat
Es un pez de mar y de aguas profundas que vive entre 146- 844 m de profundidad.

## Distribución geográfica
Se encuentra en el Pacífico norte: los Estados Unidos (incluyendo Alaska), el Canadá, el Japón y Rusia.

## Observaciones
Es inofensivo para los humanos. 